# Thomas Paine
Thomas Paine (Thetford, Norfolk, 1737. február 9. – New York, 1809. június 8.) angol származású, az Amerikai Egyesült Államokban és Franciaországban tevékenykedő politikus, újságíró, esszéista. A köztársaság intézményének lelkes híve, a független Amerikai Egyesült Államok támogatója volt. Eszmeiségét a kvékerek puritánsága, az emberek Isten előtti egyenlősége határozta meg.

## Élete
Thomas Paine 1737. január 29-én született a kelet-angliai Norfolk megye Thetford nevű városában. Apja a helyi kvéker szekta tagja volt, anyja pedig a Church of England egyházának hithű támogatója. Minimális iskolázottsága mellett apja radikális kvéker nézetei gyakoroltak nagy hatást Paine felnőttkori gondolkodására. Kezdetben nehezen találta meg helyét az életben, erre bizonyíték több ifjúkori foglalkozása. Legfurcsább talán közülük az első volt, mivel 1756-ban 19 évesen, kalóznak állt a Terrible (Szörnyű) nevű hajóra, Death (Halál) kapitány parancsnoksága alá. Ezután vámhivatalnokként dolgozott, végül fűzőkészítő műhelyt és üzletet nyitott, de ez vállalkozása is hamar tönkrement és ugyanebben az időben feleségétől is elvált. Paine élete vitathatatlanul fordulópontjához érkezett ekkor, ami arra ösztönözte, hogy valamilyen radikálisan új dologba fogjon.

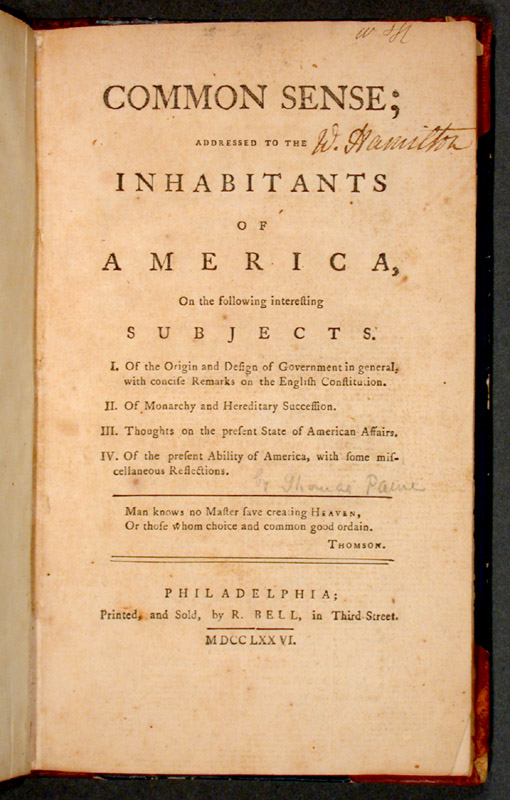
Common sense – Józan ész (1776)

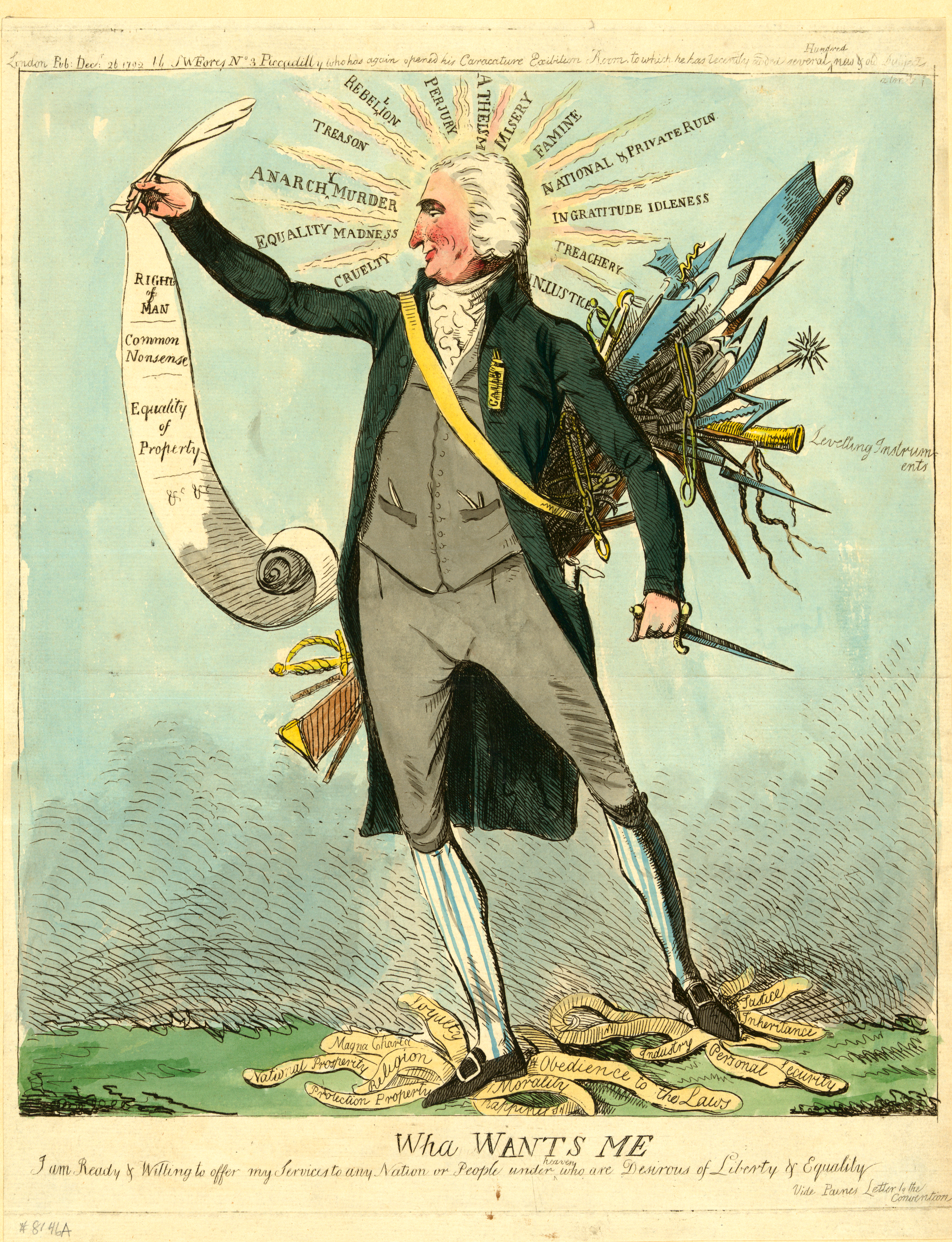
Korabeli gúnyrajz Paine-ről

1774 szeptemberében, Benjamin Franklinnel való véletlen londoni találkozásának hatására az Újvilágba utazott és Philadelphiában telepedett le. Itt írta meg első értekezését melyben a rabszolgaság eltörlése érdekében emelt szót. Ennek a munkájának köszönhetően a „Pennsylvania Magazine” című lap újságírója és társszerkesztője lett. Paine Amerikába való megérkezésekor épp kibontakozóban volt az Angliától való elszakadást szorgalmazó függetlenségi mozgalom, melynek fő szószólójaként vált közismertté.
1776. január 10-én kiadta a Common sense című nagy jelentőségű és az amerikai gyarmaton az írástudó telepesek között is rendkívül népszerű művét, tulajdonképpeni politikai röpiratát, amelyben az örökletes monarchiát természetellenes, az egyenlőséget sértő intézményként bélyegezte meg a köztársaság eszméjével szemben. A Common sense erőteljes hatást gyakorolt a születőben lévő Amerikai Egyesült Államok számos alapító atyjára, többek között George Washingtonra is, aki e könyv elolvasása után kezdte támogatni az Angliától való elszakadást, de a mű hatott Thomas Jeffersonra is, aki később a függetlenségi nyilatkozat szövegének megalkotásában vállalt jelentős szerepet. A Common sense népszerűségére jellemző, hogy több mint félmillió példány kelt el belőle, ami akkoriban rekordmennyiségnek számított egy politikai témájú könyv tekintetében.
Paine 1776 decemberében, útjára indította The Crisis című röpirat sorozatát, amelyet 1783-ig folyamatosan publikált. Ebben a cikksorozatában, a függetlenségi háború folyamán, a köztársaságpártiak legfőbb szócsöveként a gyarmatok szorosabb együttműködéséért és Angliától való elszakadásáért szállt síkra. Publicisztikáiban ő használta először a később függetlenné váló gyarmatokra a United States of America Amerikai Egyesült Államok elnevezést. George Washington annyira felemelőnek és inspirálónak tartotta Paine legelső, 1776-ban The Crisis címen kiadott esszéjét, hogy parancsba adta felolvasását csapatai előtt. 
Az 1776-os év egyébként is sikeres volt Paine számára, mivel az amerikai államok kongresszusa ekkor választotta külügyi titkárává, majd 1782-től a kormányzat hivatalos szóvivője lett. Ebben az időszakban még igen jó viszonyt ápolt a kor vezető amerikai politikusaival, George Washington például hosszú időn át vendégül látta őt vidéki házában. Ám ez az idill nem tartott sokáig, mert Paine idealisztikus és kritikus látásmódja, szókimondó, megalkuvást nem ismerő természete miatt összeveszett Washingtonnal, majd külügyminiszteri posztjáról is menesztették.
Minden bizonnyal ennek a kudarcnak hatására 1786-ban visszatért az óhazába.1791–1792 között Edmund Burke-nek a francia forradalmat támadó könyvére válaszul írta meg kétkötetes művét, Az ember jogai címen. Ebben a műben számos egyéb reformötlet mellett javaslatot tett az általános nyugdíjrendszer, az állami iskolarendszer, a temetkezési segélyezés és a hajléktalanok lakhatásáról és ellátásáról való állami gondoskodás intézményeinek bevezetésére. Könyvének radikális hangvétele és tartalma, illetve a hatására kibontakozó reformmozgalmak miatt Angliában perbe fogták, mire Paine azért, hogy elkerülje a halálbüntetést, Franciaországba menekült. Távollétében lázító rágalmazásért azonban mégis elítélték.
1792-es Franciaországba való megérkezésének idején javában tombolt a forradalom, mely a Bourbon-ház megdöntését, a királyság intézményének eltörlését és a köztársaság létrehozását tűzte ki céljául, a „Szabadság, egyenlőség, testvériség” eszméjének jegyében.
Paine Franciaországban a Pas-de-Calais Département delegáltjaként a Nemzeti Konvent tagja lett, dacára annak, hogy egy szót sem beszélt franciául. Mivel ő a királyság intézményének létjogosultságát tagadta konzekvensen, de nem az uralkodót magát kívánta likvidálni, ezért a Konventben XVI. Lajos kivégzése ellen szavazott. Ez súlyos hibának bizonyult, mivel 1793-ban, a Jakobinus diktatúra terroridőszaka alatt, letartóztatták és halálra ítélték. A börtönben hirtelen támadt lázas megbetegedésnek, egy figyelmetlen börtönőrnek és a „véletlenek szerencsés összjátékának” köszönhetően 1794-ben kiszabadult cellájából, elkerülve a guillotine-t. Már a cellájában töltött napjai alatt fejben nekilátott következő, Európa-szerte, de leginkább Angliában, Németországban és Magyarországon rendkívül népszerű művének az Az értelem korának megírásához. Ebben a könyvében élesen bírálta a Bibliát és általában a vallást, pellengérre állítva, majd szisztematikusan megcáfolva a Szentírás több kijelentését.
1795-1796 telén Thomas Paine utolsó fontos röpiratát publikálta Agrarian Justice címen. Ebben a művében továbbfejlesztett elképzeléseket írt le Az ember jogai című munkájához kapcsolódva. Az Agrarian Justice-ban javaslatot tett, az amerikai kontinensen legelsőként, egy az Egyesült Államokban létrehozandó nyugdíjellátási rendszerre.
Az 1700-as évek legvégére Paine anti-monarchista hevülete oly mértékben fokozódott, hogy részletes tervet dolgozott ki Bonaparte Napóleon számára Anglia lerohanására és a kormányzat végleges megdöntésére. Elképzelése és egyúttal személye is felkeltette Napóleon figyelmét, aki találkozásuk után állást ajánlott neki Párizsban és kijelentette, hogy Paine-nek a Föld összes városában szobrot kellene állítani aranyból. Paine azonban nem kedvelte igazán Napóleont, mert úgy gondolta, hogy a hadvezér fokozatosan diktatúrába fogja sodorni Franciaországot, ezért a leendő császár ajánlatát visszautasította.
Ezt követően ismét az Egyesült Államokba szeretett volna visszatérni, mely tervének sikeres megvalósítása érdekében levelezést folytatott az új elnökkel, Thomas Jeffersonnal. Jefferson ígéretet tett neki, hogy hajót küld érte. Ezt az ígéretet később beváltotta, így Thomas Paine visszautazhatott az Újvilágba.
1802-es megérkezését követően ismét szerepet kívánt vállalni a helyi politikai életben, de ekkora már szolgálataira és általában véve személyére egyáltalán nem tartottak igényt. Munka és pénz hiányában nincstelenül és elhanyagolt állapotban tengette napjait addig, míg végül egy barátja, William Carver, magához nem fogadta és családja körében haláláig ápolta. Állítólag Paine az egyik utolsó beszélgetését egy őt kezelő orvossal folytatta betegágyánál, aki meg akarta győzni a megrögzött ateistát arról, hogy Jézus Isten fia volt.
Thomas Paine 1809. június 8-án halt meg, hetvenkét éves korában New Yorkban, a Greenwich Village-ben, kortársai által méltatlanul mellőzve.
Haladó társadalmi eszméi és munkássága nemcsak korára, de a XIX. század több nagy mozgalmára is jelentős hatást gyakoroltak. Műveit többek között Abraham Lincoln és Thomas Edison is nagyra becsülte és érdeklődéssel forgatta.
Emlékét ma múzeum őrzi New Yorkban, illetve tiszteletére szülővárosában, Thetfordban, szobrot állított a hálás utókor.

## Művei
- Common Sense (Józan ész), 1776
- The Crisis (Krízis), 1776–83
- The Rights of Man (Az ember jogai), 1791–1792
- Age of Reason (Az értelem kora), 1794–1796
- Agrarian Justice (Agrárjog), 1795–1796

## Magyarul
- Az ember jogai; ford. Pap Mária; Osiris–Readers International, Budapest, 1995 (Politikai filozófia) ISBN 963-379-116-2